# Секс-преступники
«Секс-преступники» (англ. Sex Criminals) — серия комиксов авторства Мэтта Фрэкшна и Чипа Здарски, выпускаемая издательством Image Comics с 25 сентября 2013 года до 28 октября 2020 года. По сюжету, библиотекарь Сьюзи и начинающий актёр Джон понимают, что могут останавливать время во время оргазма. Библиотека Сьюзи находится на грани закрытия и пара решает ограбить банк, где работает Джо, чтобы спасти библиотеку от разорения.
В 2014 году серия получила две номинации на премию Айснера и была названа лучшей в категории «Лучшая новая серия» и заняла первое место в десятке лучших комиксов 2013 года по версии журнала Time.

## Синопсис
Сьюзи — малообщительная девушка, отец которой погиб в её детстве, а у матери из-за этого начались проблемы с алкоголем. Во время мастурбации в юном возрасте Сьюзи заметила, что во время оргазма время вокруг неё замирает до определенного момента. В попытках разобраться в этом, она прочла массу литературы и имела множество сексуальных связей. На момент начала событий комикса Сьюзи уже повзрослевшая, работает в библиотеке и живёт со своей подругой. На вечеринке, которую они устраивают, чтобы собрать деньги на спасение библиотеки от закрытия, Сьюзи знакомится с Джо и после секса с ним выясняет, что он так же, как и она, может останавливать время, испытывая оргазм. Джо рассказывает свою историю: будучи в детстве озабоченным вопросом порнографии, которую ребёнку было практически невозможно достать без интернета, он случайно находит фотографию обнаженной женщины. В этот же день он узнает о своей способности и спустя некоторое время использует её как способ воровать порнографию из местного секс-шопа. Сьюзен и Джо описывают друг другу свой сексуальный опыт, в том числе гомосексуальный. Решив, что пора как-то использовать свои способности, они решают достать денег, чтобы спасти библиотеку Сьюзи от разорения, и ограбить для этого банк, где работает Джо.

## Разработка
В марте 2013 года Image Comics сообщили о выходе комедийного комикса на тему секса, который будет иметь рейтинг М — для старшей возрастной категории. Написанием серии занялся Мэтт Фрэкшн, на тот момент получавший положительные отзывы критиков за свою работу над сольной серией комиксов про Соколиного глаза для Marvel Comics, а также малоизвестный художник Стив Мюррей, который работает под псевдонимом Чип Здарски и для которого Sex Criminals стал первой крупной работой и толчком в карьере художника. Юмор в комиксе выдержан в стилистике таких фильмов, как «Сорокалетний девственник», «Девичник в Вегасе» и «Чудаки», а также картин Билли Уайлдера. По словам Мэтта Фрэкшна, подобный сценарный жанр ему близок и интересен, и к тому же на данный момент малоисследован, так как немного авторов комиксов пишут в подобном направлении.
В Sex Criminals присутствуют нестандартные элементы повествования — сами авторы обращаются к читателю на страницах комикса, ломая так называемую четвертую стену. Одним из таких моментов стала сцена, где Сьюзи поёт песню «Fat Bottomed Girls» группы Queen. Издательство не получило права на использование текста песни в комиксе и авторы, вместо цитирования текста песни, прямо на страницах изложили причину, по которой они не могут этого сделать, закрыв текстом слова песни. Позже Фрэкшн и Здарски рассказали, что хоть и отказ на использование текста их огорчил, окончательная идея оказалось более удачной.

## Издания
Первые пять номеров были выпущены 16 апреля 2014 года в виде сборника под названием «One Weird Trick». Второй том сборника под названием «Two Worlds One Cop» в бумажной обложке готовится к выходу 25 февраля 2015 года. Издание первого том в твердой обложке выходит в январе 2015 года и будет содержать так же дополнительный контент от Мэтта Фрэкшна и наброски Чипа Здарски.
В качестве дополнения к Sex Criminal 26 ноября 2014 года Здарски и Фракшен выпустили книгу Just the Tips с саркастичными и ироничными советами по части отношений и секса.

## Отзывы
Sex Criminals стал обладателем премии Айснера в номинации «Лучшая новая серия» 2013 года, премии Харви в той же номинации, номинировался на премию Айснера в категории «Лучший продолжающийся комикс». Журнал Time поставил его на первое место в своём списке лучших комиксов 2013 года, назвав «лучшей работой Фрэкшна на данный момент».